# Eichleriella leucophaea
Eichleriella leucophaea är en svampart som tillhör divisionen basidiesvampar, och som beskrevs av Bres.. Eichleriella leucophaea ingår i släktet Eichleriella, och familjen Exidiaceae. Arten har ej påträffats i Sverige.